# Paulus Terwitte
Paulus Terwitte OFMCap (* 22. Juli 1959 in Stadtlohn als Bernhard Gerhard Terwitte) ist ein römisch-katholischer Ordenspriester, der auch journalistisch arbeitet.

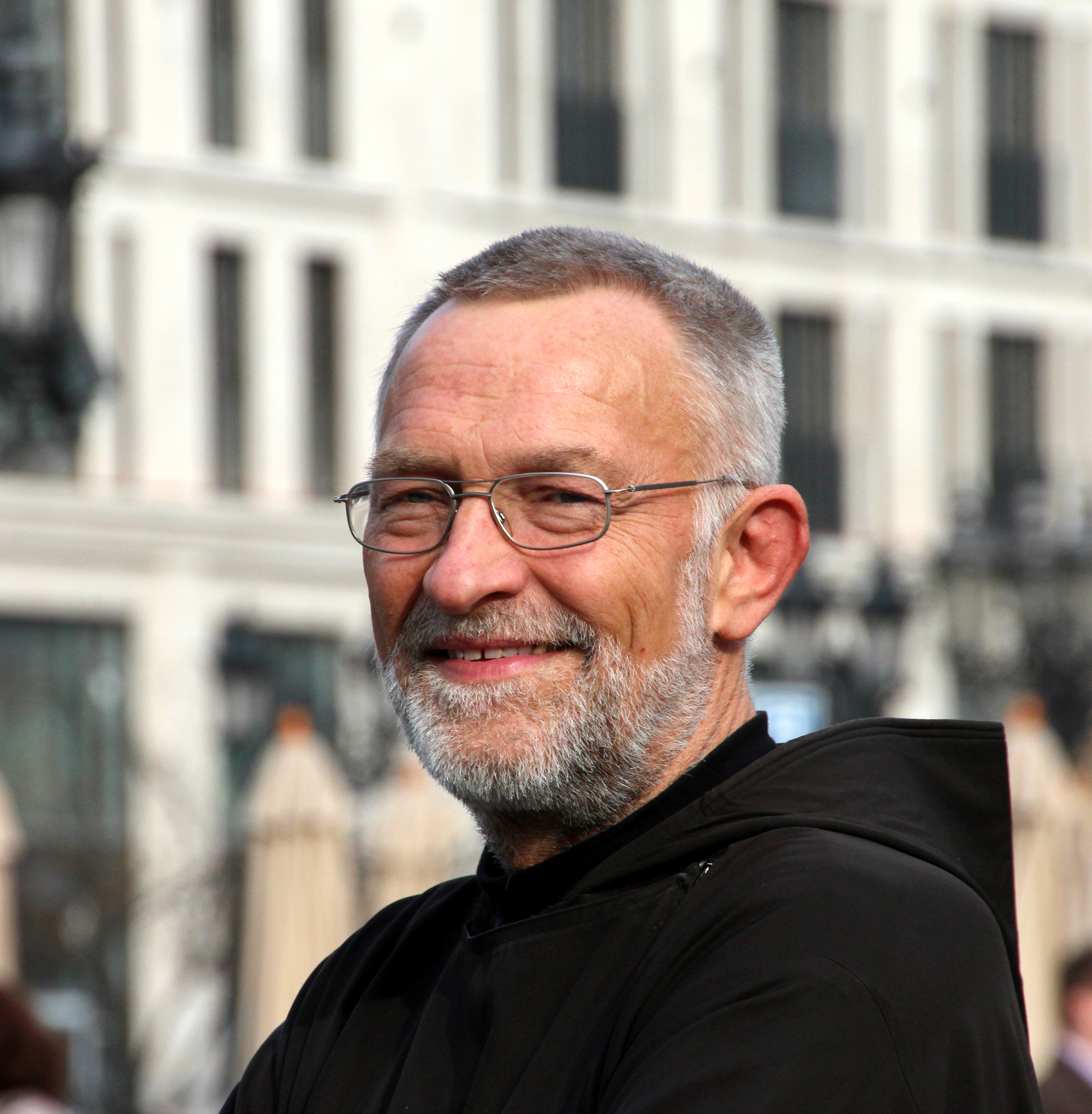
Paulus Terwitte (2016)

## Leben
Nach dem Abitur am Gymnasium Remigianum in Borken trat er 1978 in den Kapuzinerorden ein. Dort wählte er den Ordensnamen Paulus und studierte an der Philosophisch-Theologischen Hochschule Münster und der Karl-Franzens-Universität Graz Philosophie und Katholische Theologie. Seine Ewige Profess legte er am 1. Oktober 1983 ab und wurde im Oktober des Jahres 1984 zum Diakon geweiht. Am 11. Mai 1985 empfing er im Kapuzinerkloster in Münster durch Weihbischof Alfons Demming das Sakrament der Priesterweihe.

## Wirken
Von 1985 bis 1989 war Paulus Terwitte Mitglied im Seelsorgeteam der Kapuziner in Sankt Fidelis in Offenburg. Dabei bildete er sich im pastoralpsychologischen Arbeitsfeld der Gestaltberatung in der Seelsorge durch einen berufsbegleitenden Ausbildungskurs in Wien fort. Ab 1989 leitete er das „Kloster zum Mitleben“ in Stühlingen. In dieser Zeit nahm er an einem Weiterbildungskurs in Integrativer Gestaltberatung am Fritz-Perls-Institut in Hückeswagen teil.
1992 wechselte er nach der Neugründung einer Ordensniederlassung in die ostthüringische Stadt Gera und war dort vorwiegend in der Krankenhausseelsorge tätig. Dort sammelte er Erfahrungen in der Supervision verschiedener Einrichtungen der Sozialfürsorge und Gesundheitshilfe, bildete Telefonseelsorger und Hospizhelfer aus und war schließlich auch im Jugendhilfeausschuss der Stadt Gera politisch aktiv.
1998 sandte ihn der Orden als Guardian in das Kapuzinerkloster Liebfrauen in Frankfurt am Main, wo er außerdem als Beichtvater und in der katholischen Fernseharbeit wirkte. Durch die Nähe Frankfurts zur Bankenwelt wurde er häufig zu Seminaren für Ethik in der Wirtschaft eingeladen. Von Februar 2006 bis April 2009 leitete Paulus Terwitte das Kapuzinerkloster Dieburg bei Darmstadt und war danach bis Oktober 2010 Beauftragter für Berufungspastoral der Kapuziner im Kloster Käppele in Würzburg. Seit dem 1. November 2010 bis 2019 war er wieder Guardian des Kapuzinerklosters Liebfrauen in Frankfurt am Main und bis November 2015 Leiter des dortigen Franziskustreffs, einer Hilfseinrichtung für wohnungslose Menschen. Seit März 2013 ist Br. Paulus Vorstand der Franziskustreff-Stiftung, die günstige Mahlzeiten für Obdachlose anbietet. Mit 1. Juli 2023 legte er diese Aufgabe zurück und wurde gleichzeitig zum Guardian des Münchner Kapuzinerklosters bestellt.

## Medien
In den digitalen Medien trat Paulus Terwitte zuerst mit einem täglichen Newsletter zur Schlagzeile der Bildzeitung hervor, den er von 2000 bis 2005 am frühen Morgen per E-Mail versandte. Darin stellte er den banalen Aussagen der Boulevardzeitung jeweils ein Bibelwort gegenüber. Das Angebot erreichte bis zu 2000 Abonnenten. Außerdem versandte er in dieser Zeit Bibelverse per SMS.
Im Jahr 2004 produzierte das ZDF unter dem Titel „Die Manager Gottes“ eine Reportage unter anderem einen Beitrag über das Leben von Paulus Terwitte als Großstadtseelsorger. In den Diskussionsrunden der Talkshows von Anne Will, Maybrit Illner, Stadtgespräch, Quergefragt, hart aber fair und west.art trat er als Gesprächspartner bei den Themen Politik, Wirtschaft, Gesellschaft, Kultur und Religion auf.
Von 2002 bis 2014 beantwortete Bruder Paulus Fragen zu aktuellen Themen in der Radiosendung auf HR4 „Radioladen“, einer Schwerpunktstunde zu Glauben und Leben. 2005 und 2008 erschienen zu dieser Sendung CDs unter dem Titel „Reden übers Leben“.
Br. Paulus veröffentlichte Beiträge in dem christlichen Magazin LiMa (Liborius-Magazin) und er war zu Gast am Tisch beim Schlemmer-Atlas, eines jährlichen Festes des Busche-Verlags. Er schreibt Artikel auch für Fachzeitschriften wie das Bankmagazin, einer nach eigener Werbeaussage „Fachzeitschrift für Führungskräfte der Finanzwirtschaft“.
Als Redner und Referent hält er Vorträge bei Fachtagungen und Kongressen, unter anderem beim Swiss Economic Forum, zu dem auch Kofi Annan als Gastredner geladen war, sowie beim Kongress für Personalführungskräfte auf der 16. Handelsblatt Jahrestagung „Personal im 21. Jahrhundert“.
Von 2010 bis 2011 bestritt Br. Paulus jeden Montagabend im domradio des Erzbistums Köln die Sendung Bruder Paulus – Komplet und Gespräch zur Nacht, in der er nach der Komplet, dem Nachtgebet der Kirche, seelsorgerliche Gespräche führt.
Seit dem 3. Juni 2023 spendet Paulus Terwitte als Nachfolger von Pfarrer Heinz Förg täglich den Tagessegen auf der Plattform katholisch.de.

## Moderator
Von 2002 bis 2010 diskutierte er in seiner eigenen Talksendung in der Reihe N24 Ethik „Um Gottes Willen“ mit Gästen wie Klaus Töpfer, Arnulf Baring, Horst Lichter, Marie-Luise Marjan und anderen über ethische und moralische Zeitfragen. Von Januar 2011 bis Juni 2016 war seine Sendung „So gesehen – Talk am Sonntag“ jeden zweiten Sonntag auf SAT.1 zu sehen.

## Buchautor
Im April 2004 veröffentlichte Paulus Terwitte sein erstes Buch mit dem Titel Ich war im Wandel, du hast mir gemailt. Seit September 2006 wurden eine Reihe geistlicher Ratgeber unter dem Leitthema Trau dich herausgegeben. Ab Februar 2007 erschien per Podcast ein 40-tägiger Fastenimpuls, aufgenommen vom domradio Köln, auf seiner Website. Die täglichen Impulse folgten dem Fastenkalender „Trau dich, 40 Tage anders zu leben“, den Paulus Terwitte mit Marcus Leitschuh im Herder Verlag herausgab.
Im März 2007 erschien die „99 Minuten Bibel“. Im Dezember 2007 lief in Fortführung der domradio Reihe ein Vodcast auf der Website, mit einem täglichen Adventsimpuls unter dem Titel: Trau dich, 24 Tage anders zu warten, herausgegeben in Zusammenarbeit mit Marcus Leitschuh im Herder Verlag. Im Januar 2009 erschien im Rowohlt Verlag der Titel „Das Leben findet heute statt“. Im September 2009 wurden mit dem Titel „Vom Glück des einfachen Lebens“ Impulse aus der Ordensregel des Heiligen Franziskus vorgestellt. Im März 2010 erschien der Titel „Kleine Alltagsethik“ im Gütersloher Verlagshaus. Anlässlich des silbernen Priesterjubiläums wurde im Mai 2010 „Ein Lebenskreuz“ veröffentlicht. Im August 2010 erschien im Herder Verlag „So einfach kann das Leben sein“ als Buch und Hörbuch-CD. Im April 2013 erschien im Präsenz-Verlag der Titel „Vater Unser: Das Gebet der Christen“, in welchem Bruder Paulus anhand von 13 Motiven aus dem Bilderzyklus des Künstlers Jörgen Habedank einen neuerlichen Zugang zum wichtigsten Gebet der Christen eröffnet.

## Mitgliedschaften
- Von 2006 bis 2012 Geistlicher Beirat im Vorstand der Gesellschaft Katholischer Publizisten Deutschlands, GKP
- Mitglied im Wissenschaftlichen Beirat des Frankfurter Zukunftsrats[16]
- Mitglied im Vorstand des katholischen Pressebundes e. V., Bonn
- Mitglied im Kuratorium des Marketing Club Frankfurt am Main (seit 2021)

## Ehrungen und Auszeichnungen
- 2017 erhielt Paulus Terwitte die Ehrenplakette der Stadt Frankfurt am Main verliehen.[17]
- 2021 wurde er mit dem Verdienstorden der Bundesrepublik Deutschland (Verdienstkreuz am Bande) ausgezeichnet.[18]